# Ectrosia schultzii
Ectrosia schultzii là một loài thực vật có hoa trong họ Hòa thảo. Loài này được Benth. mô tả khoa học đầu tiên năm 1878.